# Lin Dan
Lin Dan (林丹S, Lín DānP; Longyan, 14 ottobre 1983) è un ex giocatore di badminton cinese, vincitore della medaglia d'oro nel singolo ai Giochi olimpici di Pechino 2008 e di Londra 2012.
Nei precedenti Giochi olimpici, ad Atene 2004, era uscito al primo turno nel torneo del Singolo, sconfitto dall'atleta di Singapore Ronald Susilo.

## Palmarès
- Giochi olimpici

Pechino 2008: oro nel singolo.
Londra 2012: oro nel singolo.
- Campionati mondiali di badminton

2005 - Anaheim: argento nel singolo.
2006 - Madrid: oro nel singolo.
2007 - Kuala Lumpur: oro nel singolo.
2009 - Hyderabad: oro nel singolo.
2011 - Londra: oro nel singolo.
2013 - Guangzhou: oro nel singolo.
- Campionati asiatci di badminton

2001 - Manila: argento nel singolo.
2008 - Johor Bahru: bronzo nel singolo.
2010 - New Delhi: oro nel singolo.
2011 - Chengdu: oro nel singolo.
2012 - Qingdao: bronzo nel singolo.
2014 - Gimcheon: oro nel singolo.
2015 - Wuhan: oro nel singolo.
2016 - Wuhan: bronzo nel singolo.
- Giochi asiatici

2002 - Pusan: bronzo a squadre.
2006 - Doha: oro a squadre e argento nel singolo.
2010 - Guangzhou: oro a squadre e oro nel singolo.
2014 - Incheon: argento a squadre e oro nel singolo.